# Бенахебер
Бенахебер, Бенайшеве (ісп. Benagéber (офіційна назва), валенс. Benaixeve) — муніципалітет в Іспанії, у складі автономної спільноти Валенсія, у провінції Валенсія. Населення — 152 особи (2010).

## Географія
Муніципалітет розташований на відстані близько 230 км на схід від Мадрида, 70 км на північний захід від Валенсії.

## Демографія
Динаміка населення (INE ):

## Галерея зображень

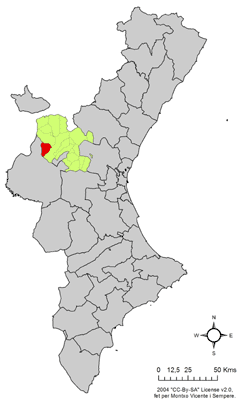
Розташування муніципалітету Бенахебер у автономній спільноті Валенсія
Розташування муніципалітету Бенахебер у комарці Лос-Серранос
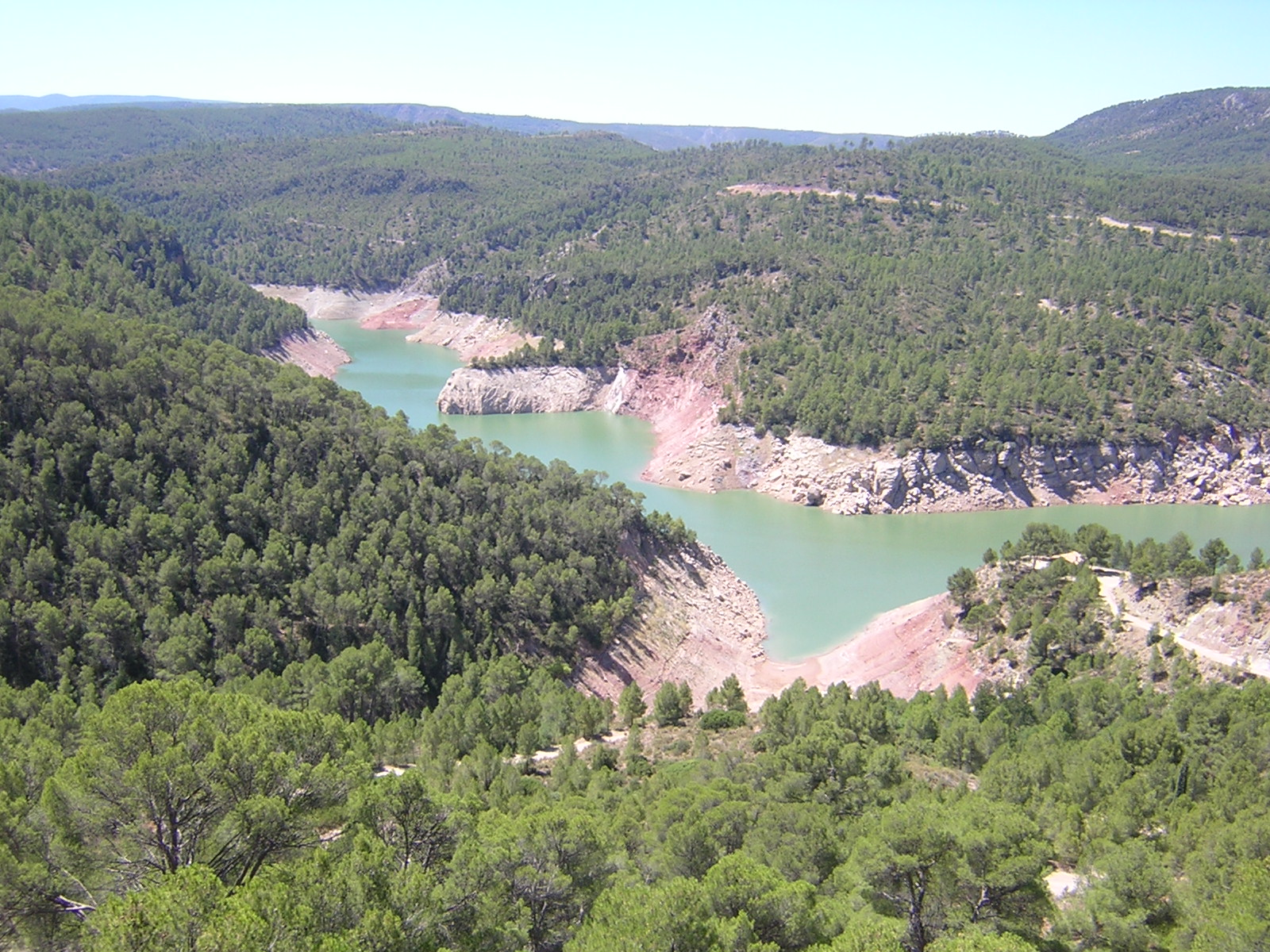
Бенахебер, водосховище